# شجاعت غیرمعمول
شجاعت غیرمعمول (به انگلیسی: Uncommon Valor) فیلمی محصول سال ۱۹۸۳ و به کارگردانی تد کاچف است. در این فیلم بازیگرانی همچون جین هکمن، فرد وارد، رب براون، پاتریک سوویزی، هارولد سیلوستر، تیم تامرسون، رابرت استاک، گیل استریکلند، جین کاچمارک، گلوریا استروک و مایکل دادیکوف ایفای نقش کرده‌اند.